# 斯洛博達-里夫尼揚西卡
48°53′34″N 24°13′1″E / 48.89278°N 24.21694°E
斯洛博達-里夫尼揚西卡（烏克蘭語：Слобода-Рівнянська），是烏克蘭西部的村莊，隸屬伊萬諾-弗蘭科夫斯克州的卡盧什區。該村始建於1752年，面積15.5平方公里，2022年人口500，人口密度每平方公里37.7人。